# Lipa Wysoka
Lipa Wysoka, Wysoka Lipa (biał. Высокая Ліпа; ros. Высокая Липа) – agromiasteczko na Białorusi, w obwodzie mińskim, w rejonie nieświeskim, w sielsowiecie Lipa, którego jest stolicą.
W pobliżu miejscowości znajduje się przystanek kolejowy Lipa, położony na linii Moskwa-Mińsk-Brześć.

## Historia
W XIX i w początkach XX w. położona była w Rosji, w guberni mińskiej, w powiecie nowogródzkim, w gminie Snów.
W dwudziestoleciu międzywojennym leżała w Polsce, w województwie nowogródzkim, w powiecie nieświeskim, w gminie Snów. W 1921 miejscowość liczyła 629 mieszkańców, zamieszkałych w 109 budynkach, w tym 608 Białorusinów, 13 Polaków i 8 osób innej narodowości. 620 mieszkańców było wyznania prawosławnego i 9 rzymskokatolickiego.
Po II wojnie światowej w granicach Związku Sowieckiego. Od 1991 w niepodległej Białorusi.

## Ludzie związani z miejscowością
- Zyhmund Walawacz – radziecki i białoruski wojskowy oraz poseł do Izby Reprezentantów; urodzony w Lipie Wysokiej.